# Valdir Dacorégio
Valdir Dacorégio (Grão-Pará, ) é um político brasileiro.

## Carreira
Foi prefeito de Grão-Pará de 1 de janeiro de 2009 a 31 de dezembro de 2012.